# Stenåsen
Stenåsen är ett bostadsområde strax öster om centrala Kil i Kils kommun. Från 2015 till 2023 räknade den östra delen av Stenåsen som egen tätort av SCB benämnd Östra Stenåsen. Före 2015 och från 2023 ingick denna del i tätorten Kil, liksom den centrala delen av Stenåsen vilken fortsatt ligger i den tätorten

## Befolkningsutveckling
| Befolkningsutvecklingen i Östra Stemnåsen 1960–2020       | Befolkningsutvecklingen i Östra Stemnåsen 1960–2020 | Befolkningsutvecklingen i Östra Stemnåsen 1960–2020 | Befolkningsutvecklingen i Östra Stemnåsen 1960–2020 | Befolkningsutvecklingen i Östra Stemnåsen 1960–2020 |
| --------------------------------------------------------- | --------------------------------------------------- | --------------------------------------------------- | --------------------------------------------------- | --------------------------------------------------- |
|                                                           |                                                     |                                                     |                                                     |                                                     |
| År                                                        |                                                     |                                                     | Folkmängd                                           | Areal (ha)                                          |
| 2015                                                      | 2015                                                |                                                     | 493                                                 | 27                                                  |
| 2020                                                      | 2020                                                |                                                     | 471                                                 | 27                                                  |
| Anm.: Ny tätort 2015, var tidigare en del av tätorten Kil |                                                     |                                                     |                                                     |                                                     |